# 晶圆背面研磨
晶圆背面研磨是半导体器件制造中的一个步骤，其目的是减薄晶圆厚度，以实现集成电路（IC）的堆叠和高密度封装。
IC通常制造在经过多道工艺处理的半导体晶圓上。如今广泛使用的硅晶圆直径为200毫米和300毫米，厚度约为750微米，以确保基本的机械稳定性，并在高温工艺中防止翘曲。
若不在各个维度上尽可能缩小组件尺寸，智能卡、USB存储器、智能手机、便携式音乐播放器等超小型电子产品将无法实现。因此，在晶圓切割（即将晶圆分割成单个芯片）之前，通常会对晶圆背面进行研磨。如今，晶圆被减薄至75至50微米已很常见。
在研磨前，晶圆通常会贴覆可紫外线固化的背面研磨胶带，以防止研磨过程中晶圆表面受损，并避免研磨液和/或碎屑渗入造成表面污染。整个过程中，晶圆还会使用去离子水清洗，以帮助防止污染。
晶圆背面研磨过程也称为“背磨”（backlap）、“晶圆减薄”（wafer thinning）。
完成背面研磨后，晶圆会通过称为晶圓切割的工艺被切割成单个芯片。

## 相关
- 背照式传感器